# Гептартутьпентакалий
Гептартутьпентакалий — бинарное неорганическое соединение, интерметаллид
калия и ртути
с формулой K5Hg7,
кристаллы.

## Получение
- Сплавление стехиометрических количеств чистых веществ в инертной атмосфере:

{\displaystyle {\mathsf {5K+7Hg\ {\xrightarrow {230^{o}C}}\ K_{5}Hg_{7}}}}

## Физические свойства
Гептартутьпентакалий образует кристаллы
ромбической сингонии,
пространственная группа P bcm,
параметры ячейки a = 1,006 нм, b = 1,945 нм, c = 0,834 нм, Z = 4
.
Соединение образуется по перитектической реакции при температуре ≈230 °C .